# Neophasia
Neophasia es un género  de mariposas de la familia Pieridae que se encuentra en Norteamérica.

## Especies
- Neophasia menapia (Felder, C & R Felder, 1859)
- Neophasia terlooii Behr, 1869